# Konsistorium (Romersk-katolska kyrkan)

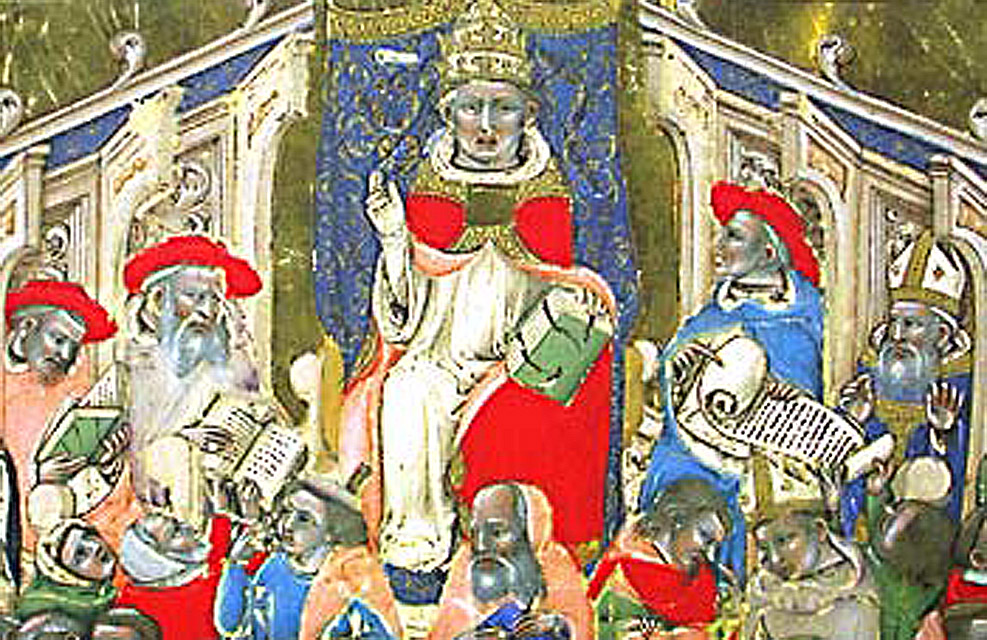
Påve Clemens V presiderar vid ett konsistorium i Avignon.

Konsistorium betecknar inom Romersk-katolska kyrkan kardinalkollegiets formella möte. När kardinalerna samlas för att välja en ny påve, kallas mötet för konklav.
Konsistoriet äger rum i Vatikanen och syftar bland annat till rådgivning åt påven i betydelsefulla teologiska och moraliska frågor.
Vid konsistoriet kan även nya kardinaler installeras. De får då motta sin kardinalsring, en röd zucchetto (en liten kalott) och en röd biretta. De nya kardinalerna, kardinalpräster och kardinaldiakoner, tilldelas även en särskild titelkyrka eller diakonia.
Det senaste konsistoriumet, då påve Franciskus kreerade 21 nya kardinaler (varav 20 kardinalelektorer), ägde rum den 7 december 2024. Den äldste utnämnde kardinalen är italienaren Angelo Acerbi (född 1925) och den yngste är australiern Mykola Bychok (född 1980).